# Гумппенберг, Томас Мария
Отец Карл Томас Мария фрайхерр фон Гумппенберг OFMCap (1904—1984) — католический священник, служивший в СССР, член ордена францисканцев-капуцинов; кандидат к беатификации.
Родился в 1904 году в Тироле, бывшем в то время в составе Австро-Венгрии, в аристократической семье (фрайхерр — то же, что барон). Жил в Баварии, вступил в орден францисканцев-капуцинов.
В 1929 году был направлен в независимую Латвию; после советской аннекции Латвии смог остаться там, поскольку имел латвийский паспорт. Пережил немецкую оккупацию. Осенью 1945 года арестован советскими властями за преподавание религии несовершеннолетним. Приговорен к 10 годам лишения свободы, часть срока отбывал в северных регионах РСФСР, затем из-за подорванного здоровья был переведен на подмосковные торфяники, через некоторое время стал уборщиком в тюремном лазарете.
Отбыв срок, вернулся в Латвию. Служил в различных приходах. Был известен также как архитектор; по его проектам построено около 20 алтарей в готическом и барочном стиле.
В декабре 1979 года переехал из Латвии в казахстанский город Актюбинск, где стал первым настоятелем католического прихода (упоминается также 1977 год). Под его руководством при приобретенном верующими в 1978 году жилом доме по адресу ул. Октябрьская, 60, который был переоборудован под часовню, в мае 1981 года началось строительство настоящего храма, который был освящен епископом-помощником Риги Валерианом Зондаксом 9 октября 1983 года.
Вскоре после этого, вечером 5 января 1984 года отец Томас скончался.